# کردوورت
latitudeکردوورتlongitudeکردوورت
کردوورت (به انگلیسی: Curdworth) یک روستا در بریتانیا است که در انگلستان واقع شده‌است.